# جونيور (لاعب كرة قدم مواليد 1985)
جونيور هو لاعب كرة قدم برازيلي في مركز الهجوم، ولد في 10 ديسمبر 1985 في البرازيل. لعب مع نادي بيليستر.